# Тифлозоль
Тифлозоль (лат. Thyphlosole) — особый орган, свойственный наземным малощетинковым червям сем. Lumbricidae (дождевым червям). Представляет собой свешивающуюся со спинной стороны в кишечник продольную складку его стенки, иногда образующую вторичные складки. Стенка складки образована эпителием кишечника, а внутри складка содержит такие же клетки, какие выстилают наружную поверхность кишечника и которые уподобляются некоторым хлорагогенным клеткам многощетинковых червей.